# Parenchymia
Super-embranchement
Embranchements de rang inférieur
- Nemertea
- Platyhelminthes

Classification phylogénétique
- bilatériens
  - protostomiens
    - lophotrochozoaires
      - eutrochozoaires
        - syndermates
          - rotifères
          - acanthocéphales
          - cycliophores ?

        - spiraliens
          - entoproctes
          - parenchymiens
            - plathelminthes
            - némertes

          - mollusques
          - siponcles
          - annélides

      - lophophorata

    - chaetognathes ?
    - cuticulates

  - mésozoaires ?
  - deutérostomiens
    - échinodermes
    - pharyngotrèmes

Les Parenchymia (les Parenchymiens) sont un super-embranchement qui regroupe les Némertes et les Plathelminthes, et qui ont le mésoderme qui forme un tissu lâche, le parenchyme, qui remplit l'espace entre l'ectoderme et l'endoderme. Selon une étude de Torsten H. Struck et Frauke Fisse, ce regroupement ne serait pas valide.

## Liste des embranchements
- Nemertea Schultze, 1851
- Platyhelminthes Gegenbaur, 1859